# Björn Ross
Björn Ross, född 1957 i Stockholm, är en svensk målare, uppvuxen i Finspång i Östergötland. 
Utbildad vid Malmö Konstskola Forum (1978-1982) och Det Kgl. Danske Kunstakademi i Köpenhamn (1982-1988). 
Sedan 1982 bosatt och verksam i Köpenhamn. Han var verksam som lärare vid Malmö Konstskola Forum (1990-1995) och Det Jyske Kunstakademi i Århus, Danmark (1998-2003).
Representerad vid bland annat Moderna museets samt på Norrköpings konstmuseum, Malmö konstmuseum, Kalmar konstmuseum och Borås konstmuseum.